# Burgstall Neuhaus (Röhrnbach)
Der Burgstall Neuhaus ist der Rest einer abgegangenen, spätmittelalterlichen Höhenburg, etwa 840 Meter westsüdwestlich der Ortsmitte von Pötzerreut, einem Gemeindeteil der Gemeinde Röhrnbach im Landkreis Freyung-Grafenau in Bayern, Deutschland. Als einzige Reste der früheren Burg haben sich zwei Gräben erhalten. Heute ist die Stelle als Bodendenkmal D-2-7247-0012 „verebneter spätmittelalterlicher Burgstall Neuhaus“ vom Bayerischen Landesamt für Denkmalpflege erfasst.

## Geografische Lage
Die heute vollständig bewaldete Burgstelle liegt auf 403 m ü. NHN Höhe auf einem nach Südsüdosten gerichteten Geländesporn, der vom Tal des Osterbachs im Westen und Süden begrenzt wird. An der Ostseite flankiert den Sporn ein Trockental, durch das die Ortsverbindungsstraße zwischen Pötzerreut und der Neuhausmühle verläuft. Nach Norden erstreckt sich vor dem Burggelände eine leicht ansteigende Hochfläche.

## Beschreibung
Die zweiteilige Burgstelle wird im Norden von einem leicht nach außen gebogenen, äußeren breiten Graben gegen das Vorgelände gesichert, der an den Ecken der Anlage umbiegt und  an den Flanken in Richtung Spornspitze ausläuft. An der Innenseite des äußeren Grabens war ein Abschnittswall angelegt worden, der an den Ecken der Anlage ausläuft. Die nierenförmige Vorburg hat eine größte Breite von 60 und eine Länge von 30 Metern.
Ein ebenfalls nach außen gebogener innerer neun bis zehn Meter tiefer Halsgraben, der an den Seiten der Anlage im Hang ausläuft, trennt die Vorburg von der Hauptburg. Der Kernbereich der Burganlage bildet eine steil geböschte, kegelförmige Erhebung an der südlichen Spitze des Geländesporns. Dort befindet sich ein ovales Plateau, das von Nord nach Süd 35 und von West nach Ost 28 Meter misst.
Etwa in der Mitte des äußeren Grabens mündet ein Waldweg in die Anlage, dort war vermutlich der einstige Zuweg zur Burg. Die Fortsetzung dieses Weges, der, nachdem er die Vorburg passiert hat, anschließend den inneren Halsgraben durchbricht, ist wohl rezent.